# Poggio San Lorenzo
Pour les articles homonymes, voir Poggio.
Poggio San Lorenzo est une commune italienne de moins de 600 habitants située dans la province de Rieti, dans la région Latium, en Italie centrale.

## Administration
| Période                                  | Période | Identité | Étiquette | Qualité |
| ---------------------------------------- | ------- | -------- | --------- | ------- |
|                                          |         |          |           |         |
| Les données manquantes sont à compléter. |         |          |           |         |

### Communes limitrophes
Casaprota, Frasso Sabino, Monteleone Sabino, Torricella in Sabina.